# Porta San Gennaro (Nápoly)
A Porta San Gennaro a legrégebbi nápolyi városkapu. Már 928-ban, a szaracén támadások idején állt. 1573-ban az alkirályok uralkodása idején átépítették . Sokáig a város egyetlen kapuja volt az északi falak mentén. A kaputól vezetett az egyetlen útvonal a San Gennaro katakombákhoz, innen származik elnevezése is. Az 1656-os pestisjárvány után egy kis kápolnával toldották meg, melyet Mattia Preti épített. A Szűz Máriát ábrázoló freskóval díszített fülkét az 1884-es kolerajárvány emlékére emelték.